# Al-Mansur ibn an-Nasir
Al-Mansûr ibn an-Nasîr († 1104) war der sechste Herrscher der Hammadiden in Algerien (1088–1104).
Unter al-Mansûr, dem Sohn von an-Nasir ibn Alumnas (1062–1088) begann der Niedergang des Hammadidenreichs. Auch wenn es ihm gelang mit Hilfe der Beduinentruppen Algier von den Almoraviden zu erobern (1102), konnte er die unruhigen Beduinenstämme nicht dauerhaft unter Kontrolle halten. Eine dauerhafte Sicherung der Straßen und Handelswege gelang nicht mehr, was zur erheblichen Beeinträchtigung des Handels und der Landwirtschaft führte. So musste ein Teil der Ernteerträge an die Beduinen abgetreten werden.
Durch die Unsicherheit im Landesinneren gewann der Seehandel für das Reich weiter an Bedeutung, weshalb sich Bejaia (Bidschaya/Bougie am Mittelmeer) zu Lasten der alten Residenz al-Qa`la als wichtigstes Wirtschaftszentrum im Reich durchsetzen konnte. Auch zog die Bevölkerung von al-Qala zunehmend nach Bidschaya/Bougie ab. Von Zeitgenossen wird vor allem der Luxus der Hammadiden und das hoch entwickelte Geistesleben in Bidschaya hervorgehoben.
Unter seinem Sohn al-`Aziz ibn al-Mansûr (1104–1121) wurde die Residenz des Reiches endgültig nach Bidschaya verlegt und al-Qala aufgegeben. Mit Yahya ibn al-`Azîz (1121–1152) bestieg der letzte Hammadide den Thron des Reichs. 1152 wurde das Hammadidenreich von den Almohaden erobert.